# Euparixoides cribratus
Euparixoides cribratus is een keversoort uit de familie bladsprietkevers (Scarabaeidae). De wetenschappelijke naam van de soort is voor het eerst geldig gepubliceerd in 1936 door Hinton.